# Саут-Блумфілд (Огайо)
Саут-Блумфілд (англ. South Bloomfield) — селище (англ. village) в США, в окрузі Пікавей штату Огайо. Населення — 2143 особи (2020).

## Географія
Саут-Блумфілд розташований за координатами 39°42′58″ пн. ш. 82°59′34″ зх. д. / 39.71611° пн. ш. 82.99278° зх. д. (39.716141, -82.992779).  За даними Бюро перепису населення США в 2010 році селище мало площу 11,08 км², уся площа — суходіл. В 2017 році площа становила 10,19 км², уся площа — суходіл.

## Демографія
Згідно з переписом 2010 року, у селищі мешкали 1744 особи в 654 домогосподарствах у складі 473 родин. Густота населення становила 157 осіб/км².  Було 688 помешкань (62/км²).
Расовий склад населення:
| - 97,1 % — білих - 0,9 % — чорних або афроамериканців - 0,3 % — корінних американців - 0,2 % — азіатів |

До двох чи більше рас належало 1,4 %. Частка іспаномовних становила 1,1 % від усіх жителів.
За віковим діапазоном населення розподілялося таким чином: 28,1 % — особи молодші 18 років, 61,8 % — особи у віці 18—64 років, 10,1 % — особи у віці 65 років та старші. Медіана віку мешканця становила 34,3 року. На 100 осіб жіночої статі у селищі припадало 95,5 чоловіків;  на 100 жінок у віці від 18 років та старших — 94,1 чоловіків також старших 18 років.
Середній дохід на одне домашнє господарство  становив 57 362 долари США (медіана — 52 452), а середній дохід на одну сім'ю — 63 567 доларів (медіана — 61 935). Медіана доходів становила 41 225 доларів для чоловіків та 36 164 долари для жінок. За межею бідності перебувало 13,5 % осіб, у тому числі 22,8 % дітей у віці до 18 років та 0,7 % осіб у віці 65 років та старших.
Цивільне працевлаштоване населення становило 989 осіб. Основні галузі зайнятості: освіта, охорона здоров'я та соціальна допомога — 16,0 %, роздрібна торгівля — 15,2 %, виробництво — 11,0 %, транспорт — 10,7 %.